# Vera Slehoferova
Vera Slehoferova (* 1949 in Prag) ist eine Schweizer Klassische Archäologin tschechoslowakischer Herkunft.
Nach dem Abitur in Prag emigrierte sie 1968 in die Schweiz, wo sie von 1969 bis 1975 Klassische Archäologie und Kunstgeschichte an der Universität Basel studierte und mit dem lic. phil. abschloss. Von 1974 bis 2012 war sie Konservatorin am Antikenmuseum Basel. Hier beschäftigte sie sich insbesondere mit den Griechischen Vasen der Sammlung, die sie in bisher drei Bänden des Corpus Vasorum Antiquorum vorlegte.

## Veröffentlichungen (Auswahl)
- Corpus Vasorum Antiquorum Schweiz 6. Basel, Antikenmuseum 2. Lang, Bern 1984.
- Corpus Vasorum Antiquorum Schweiz 7. Basel, Antikenmuseum 3. Lang, Bern 1988.
- mit Margot Schmidt: Der zerbrochene Krug. Vasenfragmente klassischer Zeit aus Athen und Grossgriechenland. Sammlung H. A. Cahn. Ausstellung im Antikenmuseum Basel und Sammlung Ludwig, (13. Juni–31. Oktober 1991). Antikenmuseum Basel und Sammlung Ludwig, Basel 1991.
- Corpus Vasorum Antiquorum Schweiz 8. Basel, Antikenmuseum 4. Schwabe, Basel 2009, ISBN 978-3-7965-2636-7.